# Woodcut Records
Woodcut Records – fińska wytwórnia muzyczna założona w 1995 roku. Promuje zespoły muzyczne związane z black metalem i death metalem.

## Zespoły
Obecnie
- Alghazanth (symfoniczny black metal, Finlandia)
- Behexen (black metal, Finlandia)
- Chthonian (black metal, Finlandia)
- Enochian Crescent (black metal, Finlandia)
- Forgotten Horror (blackened thrash metal, Finlandia)
- Horna (black metal, Finlandia)
- Vorum (death metal, Finlandia)

W przeszłości
- Atakhama (death metal, Finlandia)
- Deathbound (death metal, Finlandia)
- De Lirium's Order (death metal/thrash metal, Finlandia)
- Funeris Nocturnum (melodic black metal, Finlandia)
- Noitapastori (rock gotycki, Finlandia)
- Obscurant (death metal/melodic death metal, Finlandia)
- Sethery (black metal, Finlandia)
- Sotajumala (death metal, Finlandia)
- Throes of Dawn (dark metal, Finlandia)
- Thyrane (symfoniczny black metal, Finlandia)
- Trollheims Grott (black metal, Finlandia)
- Unveiled (black metal, Finlandia)
- Wings (death metal, Finlandia)